# Philodromus praedatus
Philodromus praedatus (лат.) — вид пауков рода Philodromus семейства Philodromidae. Вид обитает в европейской части России и Азербайджана.

## Описание
Длина тела самца: от 3,5 до 5 мм, самки: от 4 до 7 мм. Цвет очень разнообразный, обычно коричневый или желтовато-коричневый, с пятнами или без них. Самцы часто имеют более насыщенный рисунок, иногда темно-коричневого цвета. Голова часто с широкой светлой срединной полосой, пятнистой сбоку. Ноги желтовато-серые или коричневые с темными пятнами. Опистосома со светлой срединной полосой, часто с темным сердечным пятном. Вид находится в безопасности.

## Распространение
Распространен в кавказской части России и в Азербайджане. Также вид широко распространен в южной и восточной Англии в юго-западной части, в Уэльсе, северной Англии и немного распространён в центральной Шотландии. Паук обычно встречается на взрослых дубах, на лесных пастбищах, на краю лесных дорожек или в старых живых изгородях, но иногда его также можно заметить в листве других деревьев, таких как полевой клен. Иногда может быть появляться в ветвях дуба, с поражённой листвой, где листья имеют желтовато-зеленый или красноватый и скрученный вид. Самки могут быть найдены с яйцевым мешком в скрученных дубовых листьях. Взрослых особей обоих полов можно обнаружить в период с конца мая по конец июля.